# الشركة المركزية لإعادة التأمين
الشركة المركزية لإعادة التأمين هي شركة إعادة تأمين حكومية مقرها الجزائر العاصمة ، الجزائر.  تأسست في أكتوبر 1973، وهي مملوكة بالكامل لوزارة المالية الجزائرية . 

## الأنشطة الرئيسية
تُعنى الشركة المركزية لإعادة التأمين بعقود إعادة التأمين الاختيارية الوطنية والدولية  وتأمين المخاطر. يشمل نشاط شركة إعادة التأمين فئات أعمال التأمين على الحياة وغير الحياة/ 
في عام 2020، بلغ رقم أعمال الشركة المركزية لإعادة التأمين 33624 مليون دينار جزائري   (242462000 دولار أمريكي).
تمثل القبولات الوطنية 82%  من حجم الأعمال لعام 2020 بينما تقتصر الأعمال الدولية على 18% وتتكون بشكل أساسي من المعاهدات في فئات الأعمال غير المتعلقة بالحياة.

## حصص الشركة في شركات التأمين وإعادة التأمين
| شركات                                           | رأس المال                 | مشاركة الشركة في رأس المال % |
| ----------------------------------------------- | ------------------------- | ---------------------------- |
| أفريقيا ري                                      | 285 140 500 دولار أمريكي  | 3.05 %                       |
| عربي ري                                         | 75000000 دولار أمريكي     | 4.10 %                       |
| ميد ري                                          | 28 512 120 دولارًا أمريكيًا | 50.00 %                      |
| الشركة الجزائرية للتأمين وضمان الصادرات (CAGEX) | 22800000 دولار أمريكي     | 10.00 %                      |
| شركة ضمان الهيدروكربونات (CASH Assurances)      | 76000000 دولار أمريكي     | 5.98 %                       |
| شركة ضمان الائتمان العقاري (SGCI)               | 15200000 دولار أمريكي     | 2.10 %                       |
| خبرة الجزائر (EXAL)                             | 3800000 دولار أمريكي      | 37.20 %                      |
| معهد الدراسات المالية العليا (IAHEF)            | 1 140 000 دولار أمريكي    | 7.20 %                       |
| مدرسة الدراسات العليا للتأمين (EHEA)            | 212 800 دولار أمريكي      | 7.14 %                       |
| مطبعة الضمانات                                  | 1 824 000 دولار أمريكي    | 50.00 %                      |
| جزائر ميد (SAGPS)                               | 2 280 000 دولار أمريكي    | 40.00 %                      |

## مجمعات التأمين
تدير الشركة ثلاث مجمعات تأمينية: